# Hasso von Boehmer

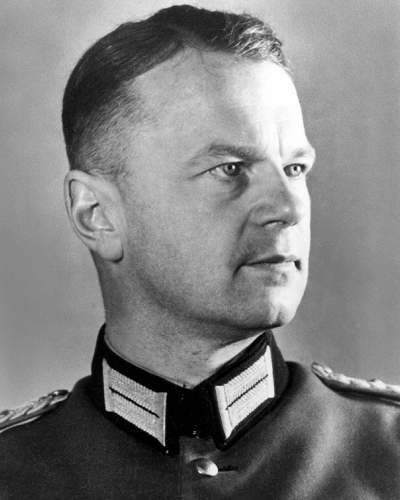
Hasso von Boehmer

Hasso von Boehmer (* 9. August 1904 in Groß-Lichterfelde; † 5. März 1945 in Berlin-Plötzensee) war ein deutscher Oberstleutnant im Generalstab und am militärischen Widerstand gegen das NS-Regime beteiligt, der zum Attentat vom 20. Juli 1944 führte.

## Werdegang
Hasso von Boehmer stammt aus der Familie Böhmer/von Boehmer, die mehrere namhafte Juristen hervorgebracht hat. Als drittes von vier Kindern von Hugo Erich von Boehmer und Ellinor geborene Seliger wuchs er in Berlin-Lichterfelde auf. Dort besuchte er zunächst das Lichterfelder Realgymnasium, wo er Hans und Harald von Uslar-Gleichen kennenlernte, die lebenslang Freunde seiner Familie waren. Dann wechselte er zur Verbesserung seiner Schulnoten auf eigenen Wunsch ans Potsdamer Viktoria-Gymnasium, wo er im September 1923 das Abitur ablegte. Entgegen gesundheitlicher Einschränkungen durfte er aufgrund einer Sondergenehmigung des damaligen Chefs der Heeresleitung General von Seeckt am 1. Oktober 1923 als Offizieranwärter in das Potsdamer 9. Infanterie-Regiment der Reichswehr eintreten. Er diente dort bis 1934. Dieser Einheit gehörten auch zahlreiche weitere spätere Mitglieder des Widerstands an, so von 1925 bis 1934 sein späterer Freund Henning von Tresckow.:S. 38 Auch Wolf Graf Baudissin, der in diesem Regiment von 1930 bis 1938 diente, wurde damals enger Freund von Boehmers. 1934 wurde von Boehmer im Zuge der Heeresvergrößerung zum Infanterieregiment 29 versetzt. Die nächsten Dienststellungen waren Bataillonsadjutant, Kompaniechef und Regimentsadjutant in den Garnisonen Crossen an der Oder, Cottbus und Guben. Während des Zweiten Weltkrieges nahm er am Polen- und am Westfeldzug teil:S. 65 und absolvierte eine verkürzte Generalstabsausbildung. Beim Angriff auf die Sowjetunion 1941 war er Zweiter Generalstabsoffizier (Ib) einer Division. An mehreren Standorten wohnten von Boehmer und seine Familie im selben Haus wie Harald von Uslar-Gleichen und dessen Familie. Durch diese lernte er 1937 auch seine spätere Frau Käthe von Boehmer, geb. Torhorst (1911–2019) kennen. Aus der Ehe gingen in den Jahren 1938 bis 1942:S. 92 drei Kinder hervor,:S. 65 eine Tochter und zwei Söhne, darunter Harald von Boehmer. Aufgrund mehrerer Kriegsverletzungen erhielt er das Silberne Verwundeten-Abzeichen und das Eiserne Kreuz 1. Klasse und musste von Herbst 1941 bis August 1943 in Berlin stationär behandelt werden. Dabei zog er sich als Komplikation außerdem eine Erkrankung an Wundstarrkrampf zu.

## 20. Juli 1944

### Orientierung
In seiner Jugend war Hasso von Boehmer Mitglied einer „Vaterländischen Jugendgruppe“, dann des „Jungsturm“. 1897 in Pommern gegründet, hatte der „Jungsturm“ die Wehrerziehung der deutschen Jugend zum Ziel; später hatte der Verband Verbindungen zum Stahlhelm und wurde Mitglied des Jungdeutschland-Bundes. Wilhelm Grewe schilderte den „Jungsturm“ aus der Zeit seiner Mitgliedschaft als einen Verband, der „bei zunehmender geistiger Politisierung straffe Disziplin, Wehrsport und Arbeitsdienst bevorzugt“ habe. Über Grewe kooperierte der „Jungsturm“ damals auch mit Bernhard Ludwig von Mutius, Herausgeber der „Adeligen Jugend“. Von Boehmer wechselte dann zum Jungnationalen Bund, der sich als „Erziehungsbund“ zur politischen Erneuerung verstand und die parlamentarische Demokratie ablehnte. Wie viele andere stimmte von Boehmer der von Hitler vor 1933 geforderten einseitigen Aufhebung des Versailler Vertrages zu. Ähnlich wie anderen, die später Teil des militärischen Widerstands wurden, kamen von Boehmer zwar anlässlich der Blomberg-Fritsch-Krise von Frühjahr 1938 erste Zweifel am NS-Regime. Er hielt aber den Anschluss Österreichs kurz darauf und des Sudetenlandes im Herbst 1938 für vertretbar. Die Mitglieder des Umsturzversuchs vom 20. Juli 1944 repräsentierten ein breites Spektrum politischer und philosophischer Auffassungen. Hasso von Boehmer wird entsprechend seiner Herkunft, Jugend und Berufswahl dem national-konservativen Lager zugeordnet, das unter den Mitgliedern des Umsturzversuchs die Mehrheit darstellte.:S. 153

### Vorbereitung
Durch von Tresckow wurde von Boehmer im Sommer 1943 für die Ziele der Widerstandsgruppe um Ludwig Beck und Carl Goerdeler gewonnen.:S. 89:S. 162 Von Tresckow und von Stauffenberg hatten vorbestehende Pläne, die als Unternehmen Walküre ursprünglich dazu dienen sollten, Aufstände etwa von Zwangsarbeitern und Häftlingen gegen die Reichsregierung niederzuschlagen, umgearbeitet, um im Reichsgebiet und in den besetzten Gebieten wichtige Vertreter des NS-Regimes festzusetzen und die Macht zu übernehmen. Ausgangspunkte dafür sollten unter anderem die Wehrkreis-Kommandos sein. Obwohl von Boehmer gesundheitlich noch deutlich angeschlagen war – wegen der Tetanus-Folgen war er beim Gehen auf Stützen angewiesen:S. 18 –, ließ er sich im Rahmen der Umsturzpläne im Herbst 1943 wieder im Truppendienst einsetzen. Offiziell Erster Generalstabsoffizier (Ia) des Befehlshabers General Bodewin Keitel wurde er für die Planer des Umsturzversuchs insgeheim Verbindungsoffizier zum Wehrkreis XX (Danzig).:S. 382, 566:307 Sein „Einweihungsgrad“ in Details der Umsturzpläne ist zwar nicht bekannt. Aber nach Erinnerung seiner Witwe hatte er sich „zu einem verantwortungsvollen Amt bereit erklärt und allerlei Vorarbeiten dazu getan“,:S. 89 wobei eine politische Führungsposition vorgesehen gewesen war.:S. 153 Gegenüber Angehörigen und Dritten wurden von Gegnern des NS-Regimes für ihre jeweiligen Ziele bewusst nur unscharfe Begriffe wie „notwendige Personalveränderungen an der Spitze“ und „Auffangbewegung“ (für den erwarteten Zusammenbruch des Deutschen Reichs) genutzt, so von Helmuth James Graf von Moltke sowie (mit dem Ziel der Abtrennung eines Königreichs Bayern vom Deutschen Reich) von Franz Sperr. Noch 1947 formulierte von Boehmers Witwe, ihr Mann sei „zur Auffangbewegung gekommen“.:S. 89 Unter dem Eindruck der erfolgreichen Invasion der Alliierten in der Normandie Anfang Juni 1944 beschleunigte die Widerstandsgruppe ihre Vorbereitungen. Maßgeblich hierfür waren zwei Argumente. Einige hofften, vor dem nunmehr absehbaren militärischen Zusammenbruch die Macht im Deutschen Reich übernehmen und mit den Alliierten in Verhandlungen treten zu können. Dagegen schilderte von Tresckow seine Motivation so::S. 184 „Das Attentat muß erfolgen, coûte que coûte [Anm.: frz. für ,Koste es, was es wolle’]. Sollte es nicht gelingen, so muß trotzdem in Berlin gehandelt werden. Denn es kommt nicht mehr auf den praktischen Zweck an, sondern darauf, daß die deutsche Widerstandsbewegung vor der Welt und vor der Geschichte unter Einsatz des Lebens den entscheidenden Wurf gewagt hat. Alles andere ist daneben gleichgültig.“ Ähnlich absolut argumentierte von Stauffenberg: „Ich könnte den Frauen und Kindern der Gefallenen nicht in die Augen sehen, wenn ich nicht alles täte, dieses sinnlose Menschenopfer zu verhindern.“

### Fehlschlag
Das Konzept und die Vorbereitung des Umsturzversuchs enthielten entscheidende Mängel; zusätzlich war die Ausführung durch Pannen beeinträchtigt. Zwar mussten den Verschwörern im Bendlerblock bereits wenige Minuten nach der Bombenexplosion im Führerhauptquartier Wolfsschanze am 20. Juli 1944 begründete Zweifel am Tod Hitlers kommen: Mitverschwörer General Erich Fellgiebel rief etwa um 13 Uhr von der Wolfsschanze aus im Bendlerblock an und teilte General Fritz Thiele mehrdeutig mit „Es ist etwas Furchtbares passiert, der Führer lebt“, und kurz darauf bestätigte auch Mitverschwörer Oberst Kurt Hahn gegenüber Thiele in einem weiteren Telefonat ausdrücklich, dass Hitler das Attentat überlebt hatte. General Friedrich Olbricht und General Erich Hoepner beschlossen daraufhin, Walküre nicht auszulösen. Dennoch ließ Stauffenberg nach seiner Landung in Rangsdorf gegen 15:45 Uhr über seinen Adjutanten Oberleutnant Werner von Haeften mitteilen, Hitler sei tot. Erst ab etwa ab 16 Uhr ging die erste Serie von Fernschreiben, welche mit dem Stichwort „Walküre“ wegen angeblicher innerer Unruhen den Ausnahmezustand auslöste, an die Wehrkreiskommandos heraus. Dabei war im Verteiler des Bendlerblocks für diese erste Serie und für zahlreiche weitere Fernschreiben, welche vor allem Ausführungsbestimmungen enthielten, noch die Wolfsschanze mit eingetragen, sodass diese über das Vorgehen des Bendlerblocks aus erster Hand zeitnah und detailliert informiert war. Daraufhin gingen von dort aus ebenfalls Fernschreiben heraus, allerdings mit dem Inhalt, dass Befehle aus dem Bendlerblock ungültig seien.
Der Deutschlandsender strahlte reichsweit zwischen 18:28 und 18:42 Uhr drei Sondermeldungen zum Überleben Hitlers aus. Die Autoren sind sich darin einig, dass von Boehmers Vorgesetzter Bodewin Keitel, der zu Beginn der Auslösung von Walküre auf Inspektionsreise bei Graudenz war, durch den Rundfunk erfuhr, dass Hitler ein Attentat nur gering verletzt überlebt hatte, und daraufhin sofort nach Danzig zurückkehrte.:S. 30:S. 163:S. 65:S. 459:S. 566
Unklar ist dagegen, wann die Walküre-Fernschreiben im Wehrkreis Danzig eintrafen und wer sie entgegennahm. Das Absetzen der ersten Serie dieser Fernschreiben, welche die Auslösung von Walküre bekanntgab, benötigte wegen des Aufwands für die Verschlüsselung und wegen fehlender geeigneter Fernschreiber etwa drei Stunden. So ging das Fernschreiben beispielsweise in Stettin erst zeitgleich mit den Rundfunkmeldungen ein. Zwar macht ein damaliger Abwehr-Offizier in seinen Erinnerungen geltend,:S. 141 von Boehmer habe am 20. Juli 1944 die Fernschreiben aus dem Bendlerblock weder zur Auslösung von Walküre noch mit der Beschreibung seiner Aufgaben im Rahmen von Walküre entgegengenommen.
Dagegen geben alle späteren Autoren,:S. 65 darunter auch solche, die der Gedenkstätte Deutscher Widerstand und der Stiftung Brandenburgische Gedenkstätten zuzurechnen sind,:S. 30:S. 163 an, dass von Boehmer die (ersten) Walküre-Fernschreiben an den Wehrkreis XX selbst entgegennahm – als Vertreter seines noch nicht nach Danzig zurückgekehrten Vorgesetzten. Von Boehmer habe allerdings die Instruktionen des (ersten) Walküre-Fernschreibens nicht mehr umsetzen können. Vielmehr habe Keitel gleich nach seiner Rückkehr Kontakt zu seinem Bruder Wilhelm Keitel in der Wolfsschanze aufgenommen, der seinem Bruder in Danzig bestätigt habe, dass Hitler das Attentat ohne größere Verletzungen überlebt hatte. Daraufhin habe Keitel seinen Untergebenen von Boehmer im Generalkommando arrestieren lassen.
Jedenfalls wurde von Boehmer vom 20. Juli 1944 an einige Tage im Danziger Gefängnis inhaftiert und schließlich Anfang August 1944 nach Berlin in das Zellengefängnis Lehrter Straße gebracht. Die Gestapo konfiszierte bei der folgenden Haussuchung seine Korrespondenz aus der Kriegszeit, seine Frau wurde zum Verhör nach Berlin verbracht. Unterstützung in der Haft erhielt Hasso von Boehmer so weit wie möglich abgesehen von seiner Familie durch die Schulfreunde und Berufskollegen Harald und Hans von Uslar-Gleichen. Nachdem aber die Haftbedingungen verschärft worden waren und die Gestapo ihm Repressalien gegen seine Frau und die Kinder angedroht hatte, legte er am 19. September 1944 ein Geständnis ab.:S. 163 Später wurde er in das damalige Militär-Strafgefängnis Tegel in Berlin-Reinickendorf verlegt.
Am 28. Januar 1945 erfolgte wegen Komplikationen der Kriegsverletzungen die Verlegung in die Krankenstation des KZ Sachsenhausen. Dort war er zeitweise Zellennachbar von Carl-Hans Graf von Hardenberg und Hans von Dohnanyi.:S. 18
Am 5. März 1945 wurde er vom Volksgerichtshof unter der Leitung von Wilhelm Crohne zum Tode verurteilt und noch am gleichen Tag im Strafgefängnis Plötzensee gehängt. Über die Hinrichtung erhielten die Witwe:S. 53 und der ihn neben dem Pflichtverteidiger Hellmuth Boden rechtlich vertretende Bruder Thilo von Boehmer mit Schreiben vom 8. März 1945 Mitteilung durch den Oberreichsanwalt beim Volksgerichtshof mit dem Hinweis: „Die Veröffentlichung einer Todesanzeige ist unzulässig“.
Die Ehefrau von Boehmers hatte bereits Ende Januar 1945 das Haus in Guben räumen und mit den drei Kindern in ihre Heimatstadt Wuppertal flüchten müssen, weil die Niederlausitz Teil der deutsch-sowjetischen Kampfzone geworden war. Seit 1943 wurden Angehörige der Wehrmacht bei Anklagen wegen „öffentlicher Zersetzung“ nicht vor das Reichskriegsgericht, sondern vor den Volksgerichtshof gebracht. Außerdem wurden die des Umsturzversuchs vom 20. Juli 1944 schuldig Gesprochenen durch den von Hitler Anfang August 1944 geforderten angeblichen „Ehrenhof der Wehrmacht“ aus der Wehrmacht ausgestoßen. Das hatte nicht nur zur Folge, dass Hasso von Boehmer im Urteil als „ehemaliger Oberstleutnant“ bezeichnet wurde, sondern damit entfiel bis 1945 auch der Anspruch seiner Hinterbliebenen auf entsprechende Renten. Stattdessen drohte jederzeit Sippenhaft, wie sie im Rahmen der Aktion Gitter im Sommer 1944 oder der Massenverhaftung vom Frühjahr 1945 auch Angehörige politisch deutlich weniger belasteter Personen erlitten.:S. 628

## Nach dem Krieg
Die Witwe Hasso von Boehmers bemühte sich nach dem Krieg wie andere Hinterbliebene zunächst vergeblich, Genaueres über die Todesumstände ihres Mannes zu erfahren. Wie durch die DDR wurden zunächst auch durch die BRD den Hinterbliebenen der Opfer des Volksgerichtshofs staatliche Renten nicht gezahlt. Dagegen hatte sich noch 1946 selbst Konrad Adenauer gewandt. Auch die Besatzungsmächte ließen erst im Jahre 1948 die Zahlung von Unterhaltsbeiträgen an Hinterbliebene von Angehörigen der Wehrmacht weitgehend zu. Daher blieb für die Hinterbliebenen schon rein wirtschaftlich die Lage in den ersten Jahren nach dem Krieg schwierig. Für Käthe von Boehmer war zudem anfangs die Wiederaufnahme ihres früheren Berufs als Pfarrgehilfin nicht möglich. Sie war daher für manche Hilfe dankbar.:S. 89 Ihrerseits wurde sie zugleich eine frühe Unterstützerin des von ihrer Freundin Renate Gräfin von Hardenberg mitgegründeten Hilfswerks 20. Juli 1944.:S. 774
Auch die gesellschaftliche Anerkennung wurde den Hinterbliebenen lange verwehrt: In der Bundesrepublik Deutschland blieb die Meinung der Öffentlichkeit zum Umsturzversuch vom 20. Juli 1944 trotz der Bemühung vieler Personen und Institutionen über Jahrzehnte gespalten und vom Kalten Krieg geprägt. Formalrechtlich wurden die Urteile des Volksgerichtshofs erst 1998 mit dem Gesetz zur Aufhebung nationalsozialistischer Unrechtsurteile in der Strafrechtspflege aufgehoben. In repräsentativen Befragungen bewertete die deutsche Bevölkerung den Umsturzversuch vom 20. Juli 1944 erst 2004 überwiegend positiv.

## Ehrungen
2001 wurden auf dem Gelände des Bundesverteidigungsministeriums im früheren Bendlerblock am Reichpietschufer 76–78 in Berlin-Tiergarten zwei Gedenktafeln mit den Namen der Soldaten angebracht, die als Beteiligte des Umsturzversuchs vom 20. Juli 1944 ihr Leben gelassen hatten. Darunter war unter anderem der Name Hasso von Boehmers. Zwei weitere Ehrentafeln, auf deren rechter an Hasso von Boehmer als Opfer der Unrechts-Justiz des „Volksgerichtshofs“ erinnert wird, befinden sich im Plenarsaal des Kammergerichts Berlin in der Elsholzstraße 30–33 in Berlin-Schöneberg, damals Ort vieler Verhandlungen des Volksgerichtshofs.